# Lonlay-l'Abbaye

Lonlay-l'Abbaye este o comună în departamentul Orne, Franța. În 1 ianuarie 2022 avea o populație de 1.118 de locuitori.